# Ivica Burić
Ivica Burić (Split, 5. travnja 1963.), je hrvatski košarkaški trener i bivši košarkaš.
Igrao je za Jugoplastiku i Šibenik pod vodstvom Krešimira Ćosića, Aleksandra Nikolića te Božidara Maljkovića. Trenirao je Split, Zagreb, Benston, Zadar, HKK Široki, Varaždin, Jolly JBS, a u Grčkoj Apollon iz Patrasa i trećeligaša Olympiakos iz Volosa. Trenutno je pomoćni trener te glavni trener A1 lige u Cibona. 1995., 1997., 1999., 2003., 2005. godine bio je pomoćni trener na Europskom prvenstvu.